# Музей Западной Фрисландии
Музей Западной Фрисландии (нидерл. Westfries Museum) — музей региональной истории в голландском городе Хорн.

## История
Музей открылся 10 января 1880 года в монументальном здании постройки 1632 года. Сооружение изначально принадлежало муниципалитету. Позже её занимал суд. До 1932 года в здании частично размещался суд кантона, а частично музей.
Музей имеет большую коллекцию картин, серебряных предметов, фарфора, исторического огнестрельного оружия, предметов городской стражи и  Голландской Ост-Индской компании.
Коллекция выставлена в 25 залах. В 1953 году под зданием обнаружили подвалы XV века. Таким образом в музеи выставлены археологические находки Хорна и его окрестностей.

## Похищение коллекции
В ночь на 9 января 2005 года злоумышленники, взломав дверь, похитили из музея 24 картины XVII–XVIII веков, в частности кисти Ян ван Гойена, и 70 предметов из серебра. В Течение десяти лет музей занимался поиском похищенных артефактов.
В январе 2014 года нидерландская полиция выяснила, что пропавшие картины находятся на Украине.
В апреле 2016 года Украина вернула в музей выявленные СБУ четыре картины.

## Галерея похищенных произведений

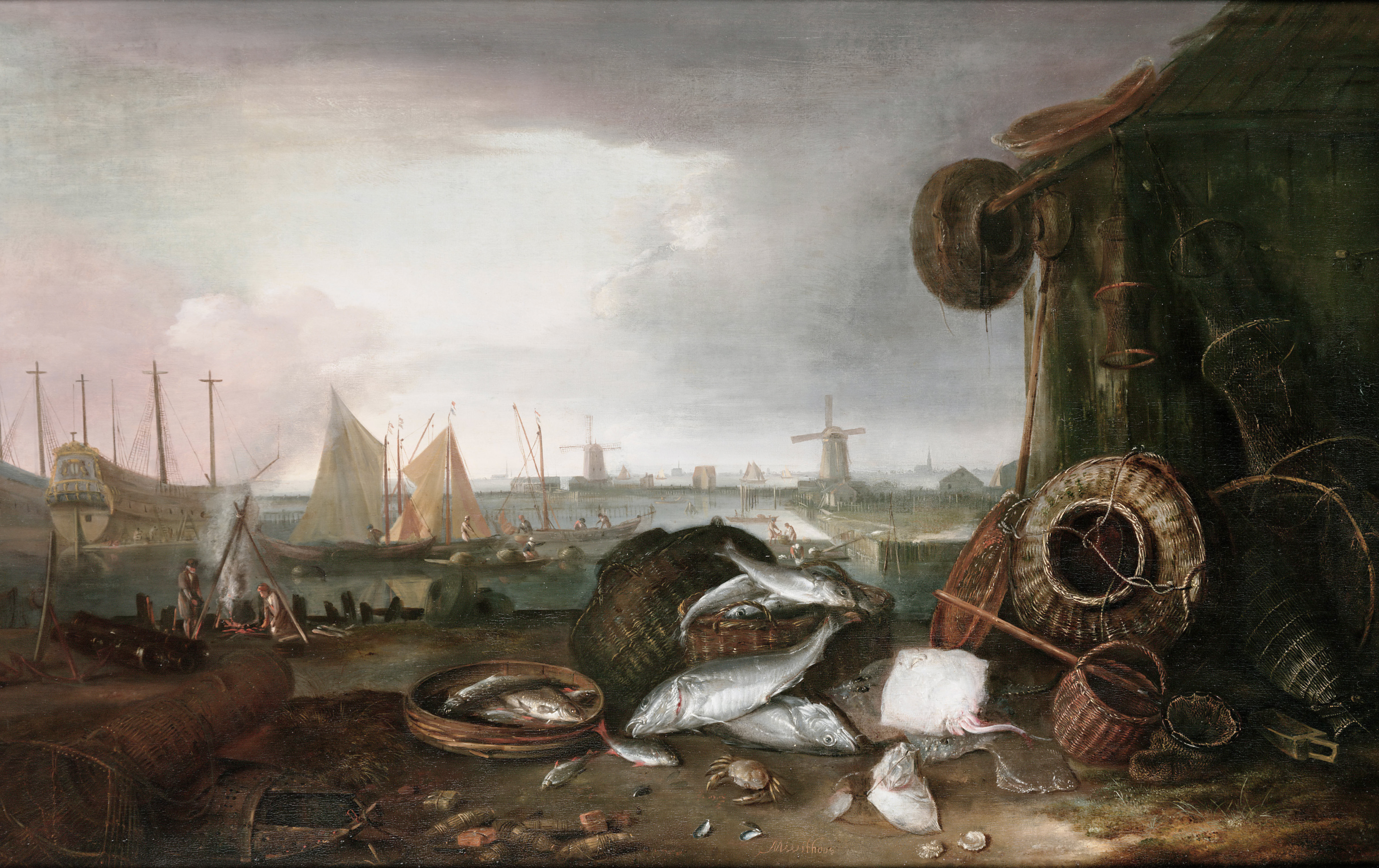
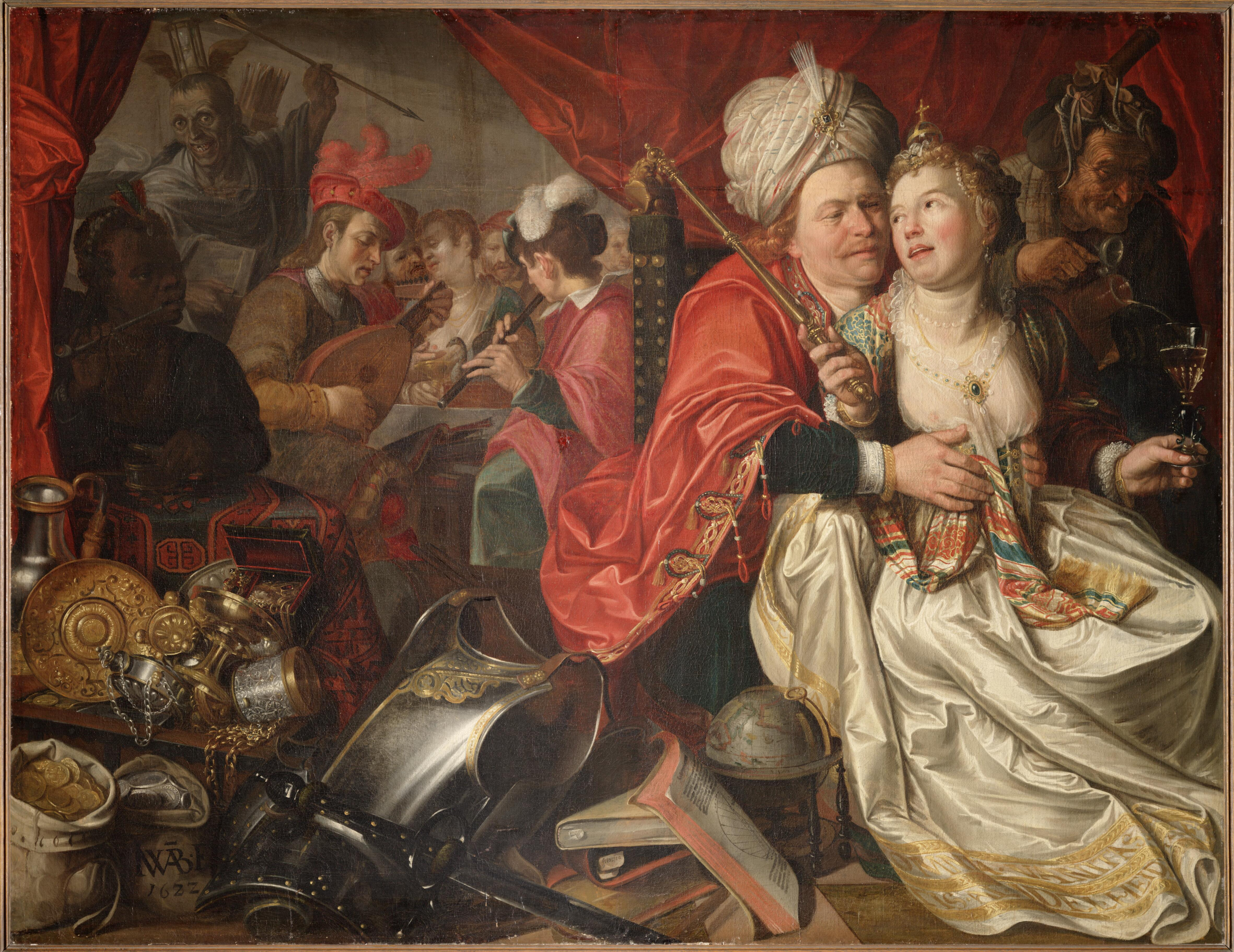
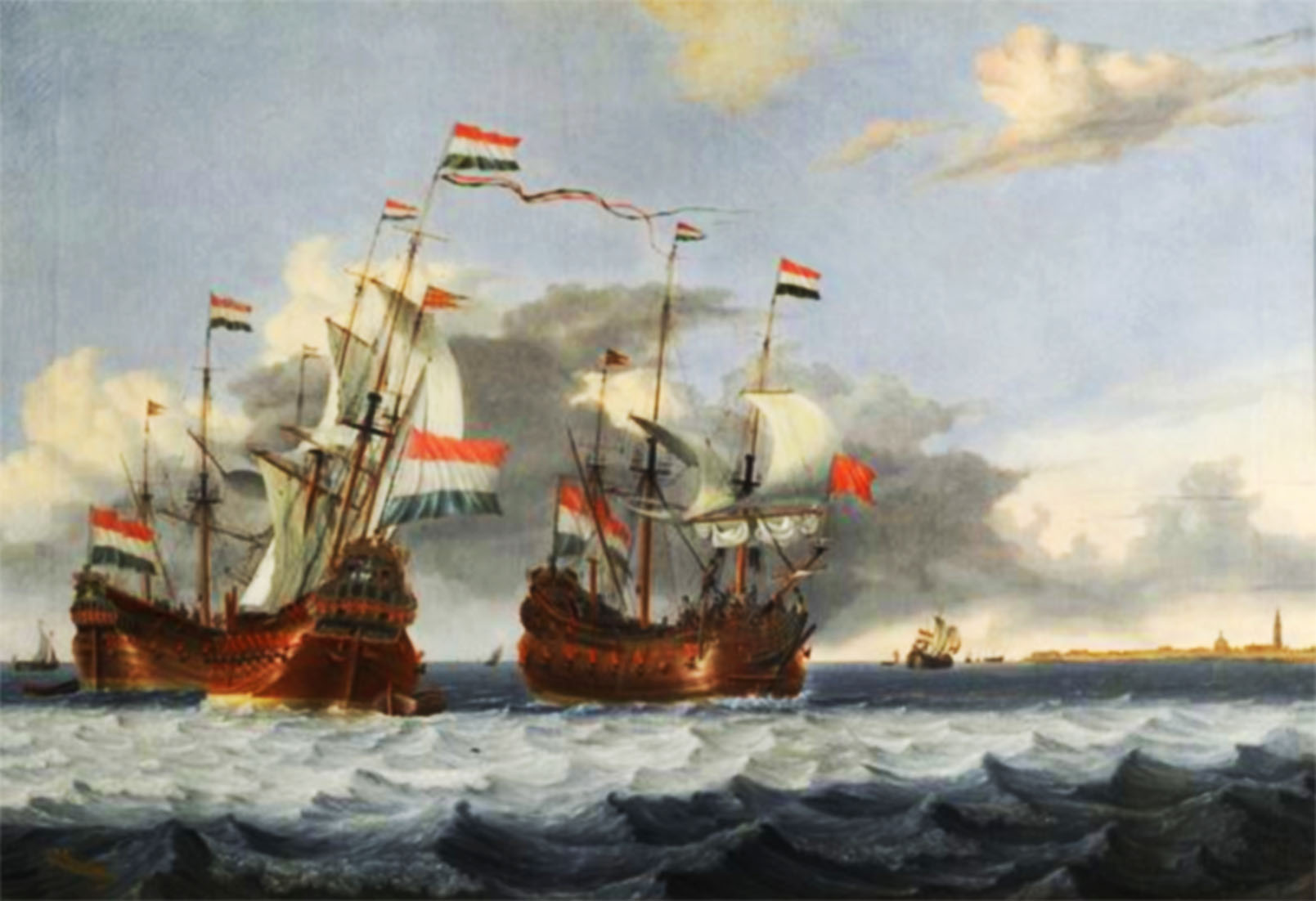
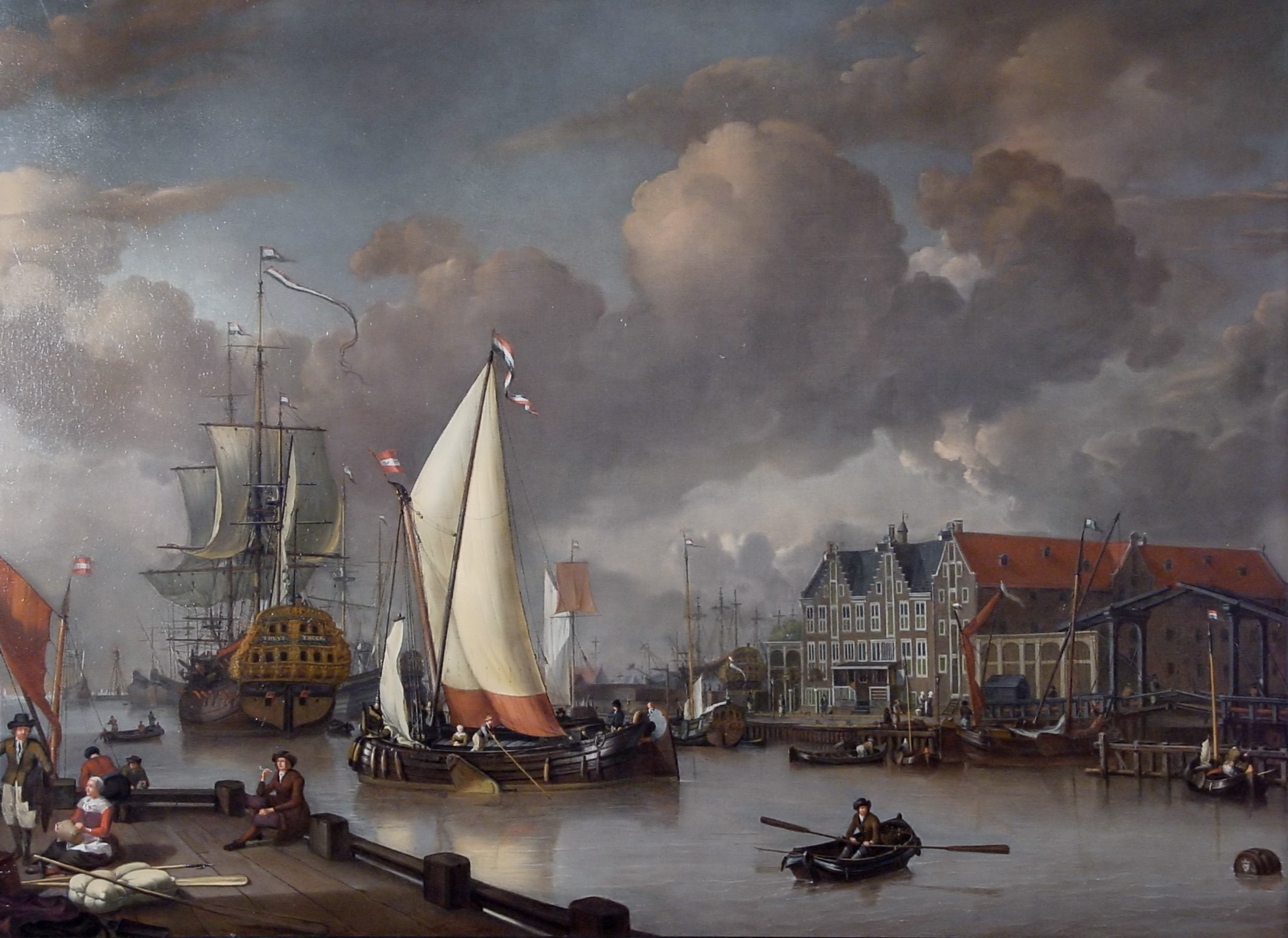
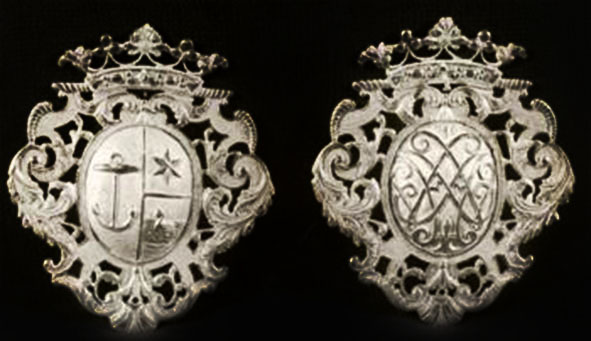
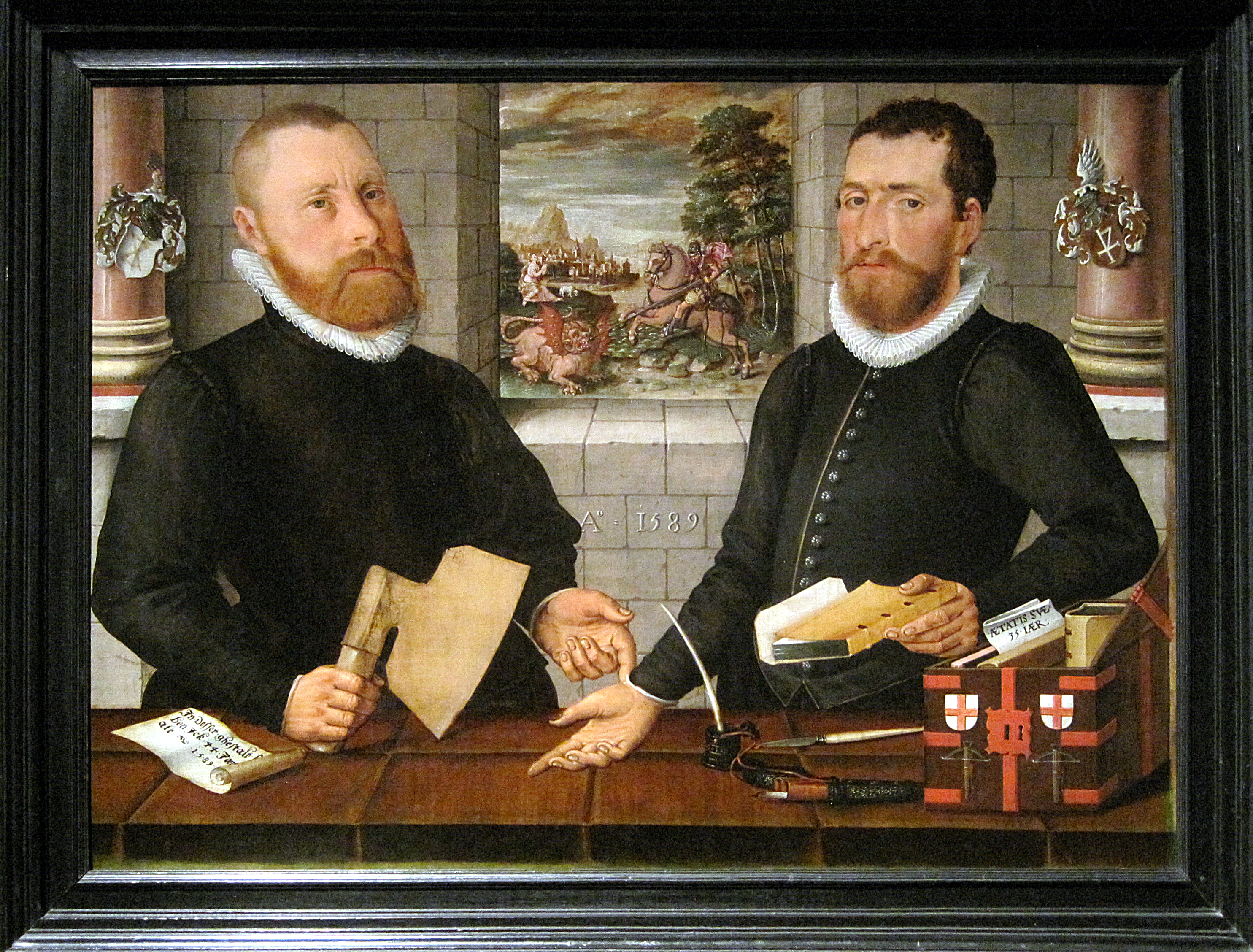
Портрет двух членов Гильдии Святого Георгия (ок. 1589 г.), автор неизвестен.